# 小行星19539
小行星19539（19539 Anaverdu）是一颗绕太阳运转的小行星，为主小行星带小行星。该小行星于1999年5月14日发现。

## 轨道参数
小行星19539的轨道半长轴为2.3270606 UA，离心率为0.181。